# Vladimir Olgerdovič
Vladimir Olgerdovič (in bielorusso Уладзімір Альгердавіч?, Uladzimir Aĺhierdavič; in lituano Vladimiras Algirdaitis; in polacco Włodzimierz Olgierdowic; in ucraino Володимир Ольгердович?, Volodymyr Ol'herdovyč) (1331 circa – dopo il 1398) era uno dei figli di Algirdas, granduca di Lituania, e della sua prima moglie Maria di Vicebsk. È conosciuto per aver ricoperto il ruolo di Gran principe di Kiev dal 1362 al 1394. I suoi figli Ivan e Alexander furono i capostipiti dei Belskij e degli Olelkowicz, due influenti famiglie del Granducato di Lituania del Quattrocento.

## Biografia
Qualsiasi informazione sulla sua infanzia rimane sconosciuta. Dopo la battaglia delle Acque Blu nel 1362, il Principato di Kiev cadde definitivamente nelle mani del Granducato di Lituania. Si ritiene che Vladimir venne nominato come governatore di Kiev subito dopo la battaglia e abbia rimpiazzato così Teodoro di Kiev. Vladimir condusse una politica indipendente e coniò proprie monete: in principio, esse erano fortemente influenzate dalle tradizioni numismatiche dell'Orda d'Oro e ricalcavano lo stile di quelle emesse dai khan Jani Beg e Muhammad Bolak. Tuttavia, più tardi sulle monete si sostituirono i simboli tatari (per esempio i tamga) con la lettera K (che stava per Kiev) e una croce (la quale indicava la fedeltà della città al credo ortodosso). Tale passaggio a livello numismatico è oggetto di dibattito storiografico, poiché si crede che, fino a quando questo non fu eseguito, il Principato doveva ancora verosimilmente rendere delle entrate all'Orda. Si trattò della prima valuta emessa nel territorio del Granducato di Lituania.

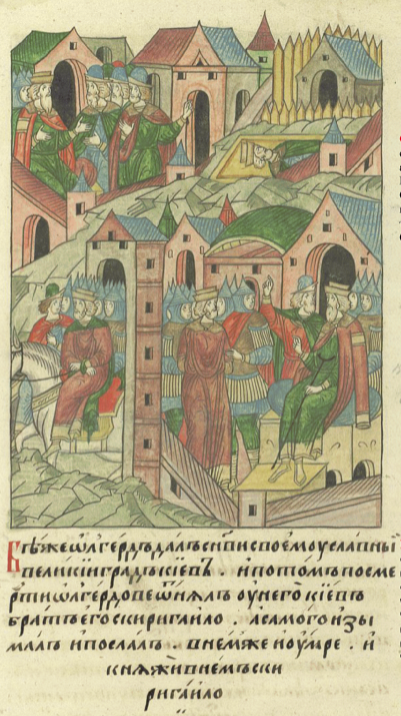
Algirdas dona a suo figlio Vladimir Kiev. Tuttavia, Skirgaila interviene e scaccia Vladimir da Kiev, prendendo la città per sé

Alla fine del 1384, le truppe di Vladimir arrestarono Dionisio, il vescovo metropolita locale, che morì in prigione un anno dopo. Una simile vicenda politico-religiosa rientrava nella lotta per il potere tra Dionisio, Pimen e Cipriano per il titolo di metropolita di Mosca.
Quando Jogaila divenne re di Polonia nel 1386, Vladimir, suo fratellastro, gli giurò fedeltà. A seguito del trattato di Astrava del 1392, Vitoldo, cugino di Vladimir, divenne granduca di Lituania e iniziò a rimpiazzare i duchi regionali sostituendoli con suoi fedelissimi. La campagna, forse lanciata con intenti positivi al fine di sostituire duchi sleali nel corso degli anni, si trasformò invece in uno sforzo sistematico di centralizzare lo stato e ridurre l'autorità dei nobili locali. Nel 1393, Vitoldo confiscò Volodymyr-Volyns'kyj da Feodor, figlio di Liubartas, Novhorod-Sivers'kyj da Kaributas e Vicebsk da Švitrigaila. Nel 1394, Vitoldo e Skirgaila marciarono in maniera congiunta contro Vladimir, il quale si arrese senza combattere. Skirgaila lo sostituì a Kiev mentre Vladimir, poiché non si era opposto a livello militare, ricevette il Principato di Sluck. Vladimir viene menzionato un'ultima volta nelle fonti nell'ottobre del 1398, dopodiché scompare da ogni scritto.

## Ascendenza
|                     |                     |                 | Genitori       |  |  | Nonni     |  |  | Bisnonni |  |
|                     |                     |                 |                |  |  | Gediminas |  |  | Butvydas |  |
|                     |                     |                 |                |  |  | Gediminas |  |  | Butvydas |  |
|                     |                     | …               |                |  |  | Gediminas |  |  |          |  |
| Algirdas            |                     |                 |                |  |  | Gediminas |  |  |          |  |
|                     |                     | Jewna di Polack | Ivan di Polack |  |  |           |  |  |          |  |
|                     |                     | Jewna di Polack | Ivan di Polack |  |  |           |  |  |          |  |
|                     |                     | Jewna di Polack | …              |  |  |           |  |  |          |  |
| Vladimir Olgerdovič |                     | Jewna di Polack |                |  |  |           |  |  |          |  |
|                     | Jaroslav di Vicebsk | …               |                |  |  |           |  |  |          |  |
|                     | Jaroslav di Vicebsk | …               |                |  |  |           |  |  |          |  |
|                     | Jaroslav di Vicebsk | …               |                |  |  |           |  |  |          |  |
| Maria di Vicebsk    | Jaroslav di Vicebsk |                 |                |  |  |           |  |  |          |  |
|                     |                     | …               | …              |  |  |           |  |  |          |  |
|                     |                     | …               | …              |  |  |           |  |  |          |  |
|                     |                     | …               | …              |  |  |           |  |  |          |  |
|                     |                     | …               |                |  |  |           |  |  |          |  |